# Опольсько-Ратиборське князівство
50°40′25″ пн. ш. 17°55′18″ сх. д. / 50.6735° пн. ш. 17.9217° сх. д.
Опольсько-Ратиборське князівство або Ратиборсько-Опольське князівство (чеськ. Opolsko-Ratibořské knížectví, пол. Księstwo Opolsko-Raciborskie) або в німецькій традиції (нім. Herzogtum Oppeln und Ratibor) — найбільше історичне Сілезьке князівство, що існувало в 1202–1556 роках. Виникло в період поділу самостійних Сілезьких князівств на території Опольського, Ратиборського та інших сусідніх князівств, в якому правили князі з Опольської та Ратиборської гілки династії Сілезьких П'ястів.

## Історія
Ратиборське князівство під керівництвом князя Мешка Кривоногого постало 1173 року під час поділу Сілезького князівства між синами князя Силезії Владислава II. Вратиславське та інші сусідні князівства перейшли до старшого брата Мешка князя Болька I , через що молодший брат був незадоволений. Після смерті Болька І в 1201 році Мешко зайняв Опольське князівство, створивши об'єднане Опольсько-Ратиборське князівство. Спадкоємець Болька І, князь Сілезії Генрик І, вимушений був погодитись на поділ Верхньої та Нижньої Сілезії.
Столицею князівства стало Ополе. Після смерті князя Мешка у 1211 році князівство успадкував його єдиний син Казимир І. Коли Казимир І помер у 1230 році, а його сини Мешко II Опольський та Владислав І Опольський були ще неповнолітніми, регентом князівства став князь Сілезії та Вроцлавський князь Генрик I (до 1238), та його син Генрик II (1238-1239).

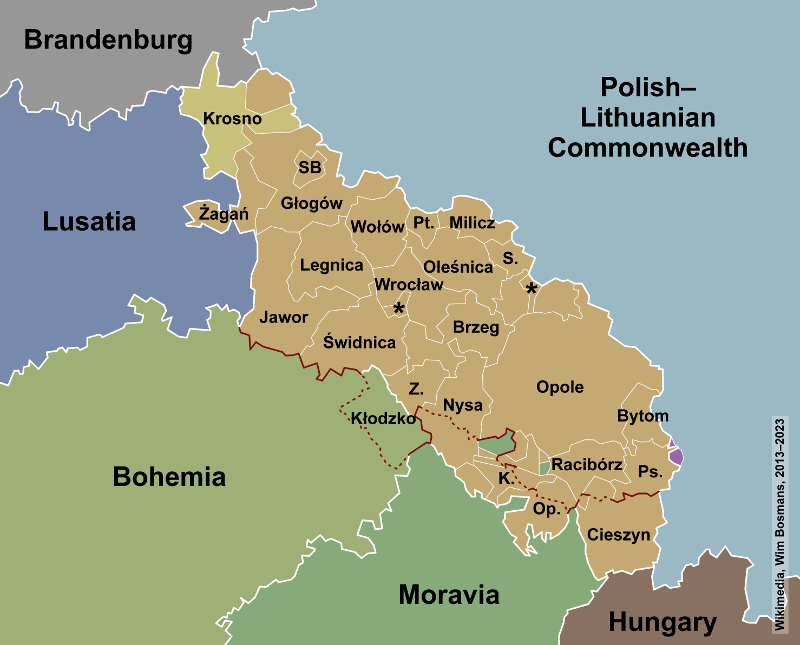
Мапа князівства

Після повноліття, Мешко II та Владислав І керували князівством спільно. Їм також довелося відновити князівський палац в Ополі, який був зруйнований під час монголо-татарської навали 1241 року. Мешко II помер у 1246 році, не залишивши спадкоємця, і далі Владислав правив самостійно. Він проводив незалежну європейську політику: підтримував короля Угорищини Белу IV в його конфлікті з королем Богемії Премислом Отакаром II. Пізніше Владислав виступив зі своїм двоюрідним братом князем Сілезії Генріхом III проти короля Бели в битві під Крессенбрунном 1260 року. Також він пітримав місцеву шляхту Краківського князівства проти князя Болеслава V. Хоча Владислав не зміг посісти Польський престол, але зайняв значні території Сілезії та Краківщини, до цього окуповані поляками. 

У 1280–1290 роках сини князя Владислава розділили величезну державу на чотири князівства: Опольське, Ратиборське, Тешинське та Битомське.
У XIV столітті удільні Сілезькі князівства, в тому числі й Опольське та Ратиборське увійшли до складо земель Богемської корони. У 1348 і 1355 роках король Карл Люксембурзький видав акти про офіційне включення Сілезьких князівств до складу Королівства Богемії як безпосередніх князівств.
Процес нового об'єднання князівств у Верхній Сілезії відбувся в другій половині XV століття в результаті серії смертей бездітних удільних правлячих князів, які керували самостійними державами. Микола I, який правив Опольським князівством, включив Немодлинське, Стрілецьке та Ґлоґувське князівства до своїх володінь, після того як їх князі померли без спадкоємця чоловічої статі в 1455–1460 роках. Ратиборське князівство, після вимирання Опавської гілки династії Пршемисловичів, також було розділено на Ратиборський, Карновський і Рибницький уділи. Бездітна смерть їх князів без спадкоємців у 1479–1483 роках - братів Вацлава Рибницького та Івана IV Карновського, призвела до приєднання цих земель до володінь їх двоюрідного брата Івана V Ратиборського.
Опольський князь Микола I помер у 1476 році, залишивши розширене Опольське князівство неподільним своїм синам Миколі II та Івану II Доброму, які спільно розпоряджалися спадщиною. Після смерті Миколи II, Іван II Добрий, як самостійний Опольський князь, у 1498 р. приєднав Битоське князівство, а 1509 р. Козельське князівство.
Через відсутність нащадка в Івана II Доброго виникла проблема спадкоємства після нього. У 1511 році між Іваном II Добрим і його племінником Валентином Ратиборським було укладено договір. До угоди також було додано третю сторону — Георга Гогенцоллерна, маркграфа Бранденбурга. Коли князь Валентин помер молодим і бездітним у 1521 році, Іван II Добрий об'єднав Опольське і Ратиборське князівства.

Герб Ратиборського князівства

Величезне Опольсько-Ратиборське князівство, створене бездітним князем Іваном II Добрим, було об’єктом інтересу багатьох правителів і вельмож. Претензії на спадщину висували інші Сілезькі П'ясти - Казимир II Тешинський і Фридріх II Легницький, а також чеський магнат Зденек Лев. Однак, маркграф Ансбаха Георгій Гогенцоллерн, який мав угоду про спадщину з Іваном II, викупив вимоги вищезгаданих конкурентів на спадщину. Гогенцоллерни утримували князівство в заставі до 1551 року, коли король Богемії Фердинанд Габсбург обміняв Верхньосілезьку заставу на Жаганське князівство у сина Георга - Георга Фрідріха. Пізніше, в обмін на вимоги малолітнього князя Івана Сигізмунда Заполя та його матері Ізабелли Ягеллонки на угорський престолу, король Фердинанд передав їм у заставу Опольсько-Ратиборське князівство з 1552 р., яким вони правили до 1556 р. Коли виявилося, що доходи від князівства не такі високі, як їм обіцяли, вони повернулися до Угорщини, а князівство перейшло під прямий сюзеренітет Габсбургів. Наступним заставним правителем був Трансільванський князь Сигізмунд Баторій, який після війни з Туреччиною обміняв Семігороддя з тодішнім королем Богемії Рудольфом II Габсбургом у 1598 році на Опольсько-Ратиборське князівство, але лише через кілька місяців змінив свою думку і повернувся до Трансільванії. Таким чином князівство повернулося до рук Габсбургів.
Під час Тридцятилітньої війни правителем князівства в 1622–1623 роках був Трансільванський князь Гаврило Бетлен, який брав участь у повстанні проти Габсбургів в Угорщині. Бетлена навіть передбачалося обрати королем Угорщини, але Габсбурги уклали з ним перемир'я - в обмін на спадкове володіння Опольсько-Ратиборським князівством Бетлен утримався від боротьби на угорський престол. Однак невдовзі він знову об’єднався з постанцями і виступив проти Габсбургів, за що король Фердинанд II Габсбург забрав князівство. На короткий час воно опинилося під владою володаря Сицова Карла Ганібала фон Дона, союзника Габсбургів, потім єпископа Вроцлавського Карла Габсбурга, а наприкінці 1624 р. сина короля Фердинанда III Габсбурга.
Однак, військові дії проти Габсбургів на цих теренах продовжувались, і мир був принесений лише завдяки заставі князівства, наданій у 1645 році королю Речі Посполитої Владиславу Вазі, зробленій як частина розрахунків за придане за попередні шлюби Сигізмунда Вази з донькою Габсбургів. Договір застави був укладений на п'ятдесят років, але панування династії Ваз над Опольсько-Ратиборським князівством тривало двадцять років. Після 1655 році правління князівством перейшло до Луїзи Марії Гонзаги, дружини короля Івана II Казимира. Через кілька років вона передала князівство своїй племінниці, одруженій з французьким принцом Генриком Бурбоном. У той час Бурбони були супротивниками Габсбургів у Європі, тому король Богемії Леопольд I Габсбург викупив Верхньосілезьку заставу у Ваз у 1666 році.
Під прямим правлінням Габсбургів князівство (герцогство) проіснувало до 1742 року, коли Фрідріх Великий розпочав Сілезькі війни та приєднав майже всю Сілезію (за винятком так званої Австрійської Сілезії) до Королівства Пруссія. Місцеві князівства були скасовані та запроваджено нову централізовану адміністративну структуру, в якій землі колишнього Опольсько-Ратиборського князівства створили Опольську округу у Сілезькій провінції в 1815 році.

## Опольсько-Ратиборські князі
- Мешко I Кривоногий, князь Сілезії, князь Опольський і Ратиборицький (1172–1211)
- Казимир I Опольський, князь Опольський і Ратиборський (1211–1230)
- Генрик І Бородатий, князь Сілезії, князь Опольський, Вроцлавський і Ратиборський (1230–1238)
- Генрик II Побожний, князь Сілезії, князь Краківський і Ратиборський (1238–1239)
- Мешко II Опольський, князь Опольський і Ратиборський (1239–1246)
- Владислав Опольсько-Ратиборський, князь Опольський і Ратиборський (1246–1281)
- Болько I Опольський, князь Опольський (1281-1313)
- Премислав Ратиборський, князь Ратиборський (1281–1306)
- Мешко I Тешинский, співправитель-князь Ратиборський (1281—1290), князь Тешинський (1290—1315)

- Іван II Добрий, князь Опольський (1476-1521), князь Опольсько-Ратиборський (1521-1532)
- Геор, маркграф Бранденбург-Ансбаху, князь Опольський і Ратиборський (1532–1543)
- Георг Фрідрих, маркграф Бранденбург-Ансбаху, князь Опольський і Ратиборський (1543–1551)

- Ізабелла Ягеллонка, княгиня-регент Опольська і Ратиборська (1551-1556)
- Іван Сигізмунд Заполья, князь Опольський і Ратиборський (1551-1556)
- Фердинанд I Габсбург, король Богемії, князь Опольський і Ратиборський (1556–1564)
- Максиміліан II Габсбург, король Богемії, князь Опольський і Ратиборський (1564–1576)
- Рудольф II Габсбург, король Богемії, князь Опольський і Ратиборський (1576–1612)
  - Сигізмунд Баторій, князь Трансильванії, князь Опольський і Ратиборський (1597-1598)
- Матвій Габсбург, король Богемії, князь Опольський і Ратиборський (1612–1619)
- Фердинанд II Габсбург, король Богемії, князь Опольський і Ратиборський (1619–1637)
  - Карл Ганібал фон Дона,  князь Опольський і Ратиборський (1620–1621)
  - Карло Габсбург князь-архієпископ Вроцлавський, князь Опольський і Ратиборський (1621–1622)
  - Гаврило Бетлен, князь Трансильванії, князь Опольський і Ратиборський (1622-1625)
- Фердинанд III Габсбург, король Богемії, князь Опольський і Ратиборський (1637–1645)

- Владислав IV Ваза, король Речі Посполитої, Великий князь Литовський і Руський, князь Опольський і Ратиборський (1645-1648)
- Карло Фердинанд Ваза, князь Опольсько-Ратиборський (1648-1655), князь-архієпископ Вроцлавський, князь Ниський
- Іван Казимир II Ваза, король Речі Посполитої, Великий князь Литовський і Руський, князь Опольський і Ратиборський (1655-1663)
  - Генрик III Бурбон-Конде, князь Опольський і Ратиборський (1663)
- Марія Луїза Гонзага, дружина короля Івана II Казимира, княгиня-консорт Опольський і Ратиборська (1655–1666)

- Леопольд I Габсбург, король Богемії, князь Опольський і Ратиборський (1666-1705)
- Йосип I Габсбург, король Богемії, князь Опольський і Ратиборський (1705-1711)
- Карл VI Габсбург, король Богемії, князь Опольський і Ратиборський (1711-1740)
- Марія-Терезія, королева Богемії, княгиня Опольська і Ратиборський (1740-1742)

1742 р. - за наслідками Сілезької війни відповідно до Губертусбурзької угоди Ратиборське князівство було окуповане Пруссією.